# Polaris Air Transport
Polaris Air Transport war eine norwegische Charterfluggesellschaft mit Sitz auf dem Flughafen Oslo-Fornebu.

## Geschichte
Polaris Air Transport wurde 1965 durch die beiden Piloten Bjarn Bostad und Alf Remseth gegründet, die sich auch aktiv am Flugbetrieb beteiligten. Zunächst wurde im Februar 1965 von British Westpoint Airlines eine Douglas DC-3 gebraucht erworben. Im März kam eine zweite hinzu, und im September und Oktober wurde kurzzeitig eine dritte von Transair Sweden mit schwedischem Kennzeichen gemietet.
Von Juni 1966 bis September 1967 stießen drei Convair CV-240 zur Flotte hinzu, wovon aber eine im Juni 1968 im niederländischen Woensdrecht außer Dienst gestellt wurde. Eine weitere ließ der Vorbesitzer Miami Aviation im Oktober 1968 beschlagnahmen und wieder in die USA zurückbringen.
Im Oktober 1969 stellte Polaris den Flugbetrieb ein. Die letzte Maschine, die CV-240 LN-KAP, wurde am 4. Oktober 1969 durch die ebenfalls norwegische Mey-Air erworben.

## Flugziele
Das Unternehmen führte Charterflüge mit Passagieren und Fracht in Norwegen durch. Angeflogene Auslandsziele befanden sich überwiegend in Skandinavien sowie Großbritannien. 

## Flotte

### Flotte bei Betriebseinstellung
Bei ihrer Betriebseinstellung 1969 verfügte Polaris Air Transport noch über ein Flugzeug:
- Convair CV-240 (Luftfahrzeugkennzeichen LN-KAP)

### Zuvor eingesetzte Flugzeuge
Im Laufe ihres Bestehens hatte Polaris Air Transport auch diese Luftfahrzeuge eingesetzt:
- Convair CV-240 (LN-KLT, LN-KLU)[7]
- Douglas DC-3 (LN-RTE, LN-RTO, SE-BSN)[8]

## Zwischenfälle
Bei Polaris Air Transport ereigneten sich keine Zwischenfälle mit Todesopfern oder Totalschaden an Flugzeugen.